# New Orleans Pelicans 2015-2016
La stagione 2015-16 dei New Orleans Pelicans fu la 14ª nella NBA per la franchigia.
I New Orleans Pelicans arrivarono quinti nella Southwest Division della Western Conference con un record di 30-52, non qualificandosi per i play-off.

## Roster
| N° | Naz.                   | Ruolo | Sportivo           | Anno | Alt. | Peso |
| -- | ---------------------- | ----- | ------------------ | ---- | ---- | ---- |
| 0  | Stati Uniti (bandiera) | G     | Orlando Johnson    | 1989 | 196  | 100  |
| 1  | Stati Uniti (bandiera) | A     | Tyreke Evans       | 1989 | 198  | 100  |
| 2  | Stati Uniti (bandiera) | G     | Tim Frazier        | 1990 | 185  | 77   |
| 2  | Stati Uniti (bandiera) | G     | Nate Robinson      | 1984 | 175  | 82   |
| 3  | Turchia (bandiera)     | C     | Ömer Aşık          | 1986 | 213  | 116  |
| 4  | Stati Uniti (bandiera) | A     | James Ennis        | 1990 | 201  | 95   |
| 4  | Stati Uniti (bandiera) | G     | Ish Smith          | 1988 | 183  | 79   |
| 5  | Stati Uniti (bandiera) | C     | Kendrick Perkins   | 1984 | 208  | 122  |
| 8  | Stati Uniti (bandiera) | A     | Luke Babbitt       | 1989 | 206  | 102  |
| 10 | Stati Uniti (bandiera) | G     | Eric Gordon        | 1988 | 191  | 101  |
| 11 | Stati Uniti (bandiera) | G     | Jrue Holiday       | 1990 | 191  | 82   |
| 15 | Stati Uniti (bandiera) | A     | Alonzo Gee         | 1987 | 198  | 102  |
| 16 | Stati Uniti (bandiera) | G     | Toney Douglas      | 1986 | 188  | 86   |
| 23 | Stati Uniti (bandiera) | A     | Anthony Davis      | 1993 | 208  | 100  |
| 25 | Stati Uniti (bandiera) | A     | Jordan Hamilton    | 1990 | 201  | 100  |
| 30 | Stati Uniti (bandiera) | G     | Norris Cole        | 1988 | 188  | 77   |
| 31 | Stati Uniti (bandiera) | G     | Bryce Dejean-Jones | 1992 | 198  | 95   |
| 32 | Stati Uniti (bandiera) | G     | Jimmer Fredette    | 1989 | 188  | 88   |
| 33 | Stati Uniti (bandiera) | A     | Ryan Anderson      | 1988 | 208  | 109  |
| 42 | Francia (bandiera)     | C     | Alexis Ajinça      | 1988 | 213  | 100  |
| 44 | Stati Uniti (bandiera) | A     | Dante Cunningham   | 1987 | 203  | 104  |

## Staff tecnico
- Allenatore: Alvin Gentry
- Vice-allenatori: Robert Pack, Darren Erman, Fred Vinson, Phil Weber
- Vice-allenatore per lo sviluppo dei giocatori: Michael Ruffin
- Preparatore atletico: Duane Brooks